# Edward Peregrine Gueritz
Edward Peregrine Gueritz (* 18. März 1855; † 3. August 1938) war ein britischer Kolonialgouverneur in Nord-Borneo.

## Biografie
Gueritz besuchte in Stoke Newington die St. Andrew’s School. Er war von 1874 bis 1877 in Sarawak im öffentlichen Dienst und im Anschluss bis 1880 bei der Bank of New Zealand tätig. Ab 1882 war er in verschiedenen Verwendungen in der malaiischen Region und von 1904 bis 1911 Gouverneur von Nord-Borneo. In seiner Amtszeit war er als Gouverneur bis 1906 auch für die Verwaltung Labuans zuständig.